# تل سرخ (خفر)
تل سرخ، روستایی در دهستان راهگان شمالی بخش راهگان شهرستان خفر در استان فارس ایران است.

## جمعیت
بر پایه سرشماری عمومی نفوس و مسکن در سال ۱۳۹۵، جمعیت این روستا برابر با ۲۳ نفر (۸ خانوار) بوده است.